# Culpepper Island
Culpepper Island ist eine winzige Insel, die unmittelbar vor der Ostküste von Barbados gelegen ist. Der Name des Eilandes geht auf eine von etwa 1650 bis um 1830 in dieser Gegend ansässigen Familie zurück. Politisch ist sie dem Saint Philip Parish zuzurechnen.
Die Insel ist ein etwa 40 mal 50 Meter großer Felsen, der knapp zehn Meter aus dem Wasser ragt. Diese liegt westlich des Kaps Ragged Point, das einen der vier Leuchttürme von Barbados, das East Point Lighthouse, trägt und direkt vor dem Flecken Bayfield. Von der Hauptinsel ist es durch einen nur etwa 30 Meter breiten Kanal getrennt. Diesen könnte man zwar bei Ebbe durchwaten, wegen der unberechenbaren Strömungen ist das aber äußert gefährlich, so dass dringend davon abgeraten wird. Die Ostküste ist durch einen stetigen rauen atlantischen Wellengang geprägt. Dieser schlägt an die schroffe Küste, auch an die von Culpepper Island.
Culpepper Island ist spärlich bewachsen und unbewohnt. Erzählungen der Bajans, der Einwohner von Barbados, wonach die Bauern früher Schafe zum Weiden auf die Insel getragen hätten, sind nicht wirklich glaubhaft, da die Insel weder von ihrer geringen Größe her, noch wegen ihres extrem spärlichen Bewuchses für diese Nutzung attraktiv erscheint.
Am 12. März 2006 erwarb sich das kleine Eiland einen ebenso kleinen Eintrag in das Geschichtsbuch von Barbados. Eine Gruppe von Nachfahren der voreuropäischen Einwohner von Barbados, den Arawak und Kariben, hatte das Eiland symbolisch besetzt und es für sich beansprucht. Die aus Guyana stammenden Indios der Lokono-Arawak und Karifuna-Carib erklärten, dass sie Nachkommen der Stammesprinzessin Marian seien. Sie war die Tochter des letzten Stammeshäuptlings der Lokono-Arawak, Amorotahe Haubariria (engl. Flying Harpy Eagle). Dieser Häuptling des Eagle-Clans der Arawaks ist auf dem Westbury Friedhof in Bridgetown begraben. Folglich beanspruchten sie Culpepper Island als ihr Stammes- und Hoheitsgebiet.
Nachdem in den 1950er-Jahren das früher vor Bridgetown gelegene Pelican Island im Zuge des Ausbaus des Tiefseehafens ein Teil des Festlands von Barbados wurde, ist Culpepper Island heute die einzige Nebeninsel von Barbados. An das Pelican Island erinnert heute The Pelican Village mit dem „Pelican Crafts Centre“, eine attraktive Einkaufs- und Bürogegend direkt am Hafen im Bezirk St. Michael, Barbados.